# Eutolype vernalis
Eutolype vernalis är en fjärilsart som beskrevs av Morrison 1874. Eutolype vernalis ingår i släktet Eutolype och familjen nattflyn. Inga underarter finns listade i Catalogue of Life.